# Улица Генерала Петрова (Севастополь)
Улица Генерала Петрова — улица в Ленинском районе Севастополя, между площадью Лазарева и Карантинной улицей.

## История
Улица Константина в конце XIX века называлась Карантинной, в начале XX века улицей городского головы города М. И. Кази. 10 июля 1935 года к 30-летию восстания на броненосце «Потемкин» улицу Кази переименовали в улицу Константина. «Константин» — подпольная кличка Алексея Скрипника, руководивший в 1905 году севастопольской военной организацией большевиков.
Улица Парковая когда-то называлась Объездной, числилась в списках улиц города с начала XX века.
8 октября 1966 года улицы Константина и Парковая были объединены в одну под названием улица Генерала Петрова. Аннотационная табличка об улице Генерала Петрова установлена на доме № 2.